# Вотум недовіри
Вотум недовіри — вияв шляхом голосування палатою парламенту (здебільшого нижньою палатою) несхвалення політичної лінії, певних дій або законопроєкту уряду країни або окремого міністра.
У політичній практиці вираження вотуму недовіри призводить:
- до виходу у відставку уряду і формування нового уряду;
- до розпуску парламенту і проведення дострокових парламентських виборів.

Ініціатива висунення питання про вотум недовіри може виходити від уряду, від парламентських фракцій чи груп депутатів.

## Парламентські системи
У цій процедурі існує ряд варіацій між парламентами. У деяких країнах заява про недовіру може бути спрямована до всього уряду або до будь-якого окремого члена (наприклад, прем'єр-міністра). Іноді готують клопотання про недовіру для тиску на уряд або створення незручного становища для власних критиків, які з політичних причин можуть вирішити не голосувати проти нього. Проте така форма документу не має ймовірності прийняття і вважається формальністю.
У багатьох парламентських демократіях існують суворі строки для подання заяви про недовіру: це дозволено лише раз на три, чотири або шість місяців. Час оголошення недовіри є питанням політичного судження. Клопотання щодо відносно тривіального питання може виявитись непродуктивним, якщо раптом виникне більш важливе питання, яке вимагає боротьби з недовірою. Таке подання не може бути запропоновано, якщо за нього недавно голосували. Іноді уряд вирішує оголосити, що один із його законопроєктів є "заявою про довіру", щоб не дати членам-дисидентам власної партії проголосувати проти нього.

### Австралія
В австралійському парламенті вотум недовіри вимагає згоди більшості присутніх у Палаті представників. Палата представників складається із 151 члена. Відповідно, вимагається 76 голосів «за», коли присутні всі члени Палати. Прямий вотум недовіри уряду, або пропозиція чи поправка, що засуджує уряд, ніколи не мали успіху в Палаті представників. Незважаючи на це, 8 разів уряди подавали у відставку або планували розпуск після їхньої поразки з інших питань перед Палатою. Востаннє уряд подав у відставку після поразки в жовтні 1941 року, коли Палата відхилила бюджет уряду меншості Артура Фаддена.
Конкретні клопотання про недовіру проти прем'єр-міністра, міністрів, лідера опозиції, сенаторів та лідерів політичних партій були порушені і в деяких випадках мали успіх. Клопотання про недовіру уряду можуть бути передані в Сенат, але це не означає, що вони матимуть вплив в Палаті. Однак право Сенату відмовити у клопотанні стало однією з передумов конституційної кризи в Австралії 1975 року. Конвенція залишається сірою зоною, оскільки уряди Вестмінстера, як правило, не підтримують довіру верхньої палати.

### Бангладеш
У парламенті Бангладешу не передбачено положень про недовіру за статтею 70 Конституції Бангладешу, яка забороняє депутатам парламенту голосувати проти їхньої партії, і скасування засідаючого уряду стає неможливим.

### Канада
У канадській політиці вотум недовіри — це рішення, не схвалене законодавством, і після якого керівному прем'єр-міністру чи прем'єр-міністру провінції та чинному кабінету міністрів більше не надається згода. Вотум недовіри, який проходить, призводить до падіння чинного уряду. Практика виникла як конституційна конвенція і залишається некодифікованою процедурою, не викладеною в жодному постійному розпорядженні Палати громад Канади. Подання про недовіру може бути спрямоване лише проти чинного уряду в законодавчому органі, при цьому голосування про недовіру офіційній опозиції законодавчої влади є неприпустимим.
На федеральному рівні вотум недовіри — це подання члена Палати громад, в якому чітко зазначено, що Палата не має довіри до чинного уряду. Уряд може також оголосити будь-який законопроєкт чи подання питанням довіри. Законопроєкти та заяви, які вважаються неявними клопотаннями про довіру, включають асигнування/рахунки за постачання, пропозиції щодо бюджетної політики та звернення у відповідь на промову з престолу. Хоча неприйняття цих законопроєктів може бути використано як автоматичне затвердження вотуму недовіри, опозиція не зобов'язана затверджувати провал як вотум недовіри уряду.

### Європейський Союз
Європейський парламент може звільнити Європейську комісію, виконавчий орган Європейського Союзу, заявою про недовіру. Таке подання вимагає двох третин голосів. Результатом успішного голосування за подання є відставка комісії.

### Німеччина
У Німеччині вотум недовіри федеральному канцлеру вимагає, щоб опозиція в тому ж голосуванні запропонувала власного кандидата, якого вони хочуть призначити наступником Федерального президента. Таким чином, висловлення недовіри може бути висунуте лише за умови підтримки нового кандидата більшістю. Ідея полягала в тому, щоб запобігти державній кризі, подібній до тих, що трапились в кінці німецької Веймарської республіки. Часто канцлери відходили від посади, а їх наступники не мали достатньої парламентської підтримки для управління. 

### Індія
В Індії заява про недовіру може бути внесена лише до Лок Сабхи (нижньої палати парламенту Індії). Клопотання приймається до обговорення, коли мінімум 50 членів палати підтримують його (згідно з правилом 198 16-го видання правил Лок Сабхи). Якщо клопотання продовжується, Палата обговорює і проводить голосування. Якщо більшість членів палати проголосують за пропозицію, вона буде прийнята, і уряд зобов'язаний звільнити офіс. Ачарія Крипалані подав перше в історії подання про недовіру до Лок Сабхи в серпні 1963 року, відразу після катастрофічної війни в Індії та Китаї. Станом на липень 2019 року було подано 27 заяв про недовіру. Прем'єр-міністр Індіра Ганді стикалася з найбільшою кількістю подань про недовіру — п'ятнадцять, за нею йшли Лал Бахадур Шастрі та П. В. Нарасімха Рао (по три), Морарджі Десай (два) та по одному отримували Джавахарлал Неру, Раджив Ганді, Атал Біхарі Ваджпаї, Нарендра Моді.

### Ірландія
В Ірландії є особливі умови: якщо Дойл Ерен (нижня палата ірландського законодавчого органу) подає вотум недовіри Тишеху чи уряду Ірландії, а Тишех та Уряд не подають у відставку, Дойл повинен бути розпущений і вимагається призначення загальних виборів.

### Італія
В Італії уряд вимагає підтримки обох палат парламенту. Вотум недовіри може бути запропонований, якщо десята частина членів однієї палати підпише пропозицію і, починаючи з трьох днів до призначеної дати, зазначений голос може бути обговорений. Після розгляду справи Філіппо Манкузо в 1995 р. і подальшого вироку Конституційного суду в 1996 р. з'явилась можливість запропонувати індивідуальний вотум недовіри одному міністру замість усього уряду.

### Японія
Стаття 69 Конституції Японії 1947 року передбачає, що "якщо Палата представників ухвалить резолюцію про недовіру або відхилить резолюцію про довіру, Кабмін подає у відставку масово, якщо Палата представників не буде розпущена протягом десяти (10) днів".

### Пакистан
Конституція Пакистану передбачає подання недовіри всім виборцям Колегії виборів держави. Ці пропозиції можуть бути спрямовані на спікерів та заступників спікерів провінційних та національних зборів, прем'єр-міністра, головних міністрів провінцій, а також на голову та заступника голови Сенату. Перш ніж за подання можна буде проголосувати, потрібна підтримка щонайменше 20% обраних членів у всіх випадках, за винятком тих, що виступають проти спікерів чи заступників спікера, і в цьому випадку не існує мінімальної межі підтримки. Після винесення на голосування подання вважається успішним лише у тому випадку, якщо його прийняли більшістю голосів.

### Перу
У Перу законодавча та виконавча гілки влади мають повноваження подавати вотум недовіри діючим представникам кожної гілки влади. Президент Кабміну може запропонувати Конгресу висловлення недовіри будь-якому міністру, далі потребується схвалення більшої половини Конгресу. Президент республіки має повноваження розпустити Конгрес, якщо він осудив або відмовив у довірі двом кабінетам. Ці статті (132-134) можна знайти в редакції Конституції Перу 1993 року.
У зв'язку з конституційною кризою в Перу в 2019 році президент Мартін Віскарра 29 травня 2019 року запровадив конституційний процес, який створить вотум недовіри Конгресу, якщо вони відмовляться співпрацювати із запропонованими ним діями проти корупції.

### Південна Африка
Будь-який депутат від Національних зборів може вимагати висловлення недовіри Кабінету Міністрів чи Президенту. Спікер зобов'язаний, згідно з правилами Парламенту, внести таку пропозицію до відповідного наказу. Якщо висловлення недовіри не може бути заплановане на день останнього засідання щорічного засідання, це має бути перший пункт на папері наказу наступного засідання. У випадку успішного подання спікер автоматично займає посаду виконуючого обов'язки президента.

### Іспанія
Конституція Іспанії 1978 р. передбачає подання про недовіру, яке має пропонувати одна десята З'їзду депутатів. За німецькою моделлю вотуми недовіри Іспанії є конструктивними, тому подання також має включати альтернативного кандидата на пост прем'єр-міністра. Щоб подання про недовіру було успішним, його має прийняти абсолютна більшість у З’їзді депутатів. Після реєстрації подання має пройти мінімум п’ять днів, перш ніж воно може вийти на голосування. Інші сторони мають право подати альтернативні клопотання протягом перших двох днів з моменту реєстрації.
Прем'єр-міністру заборонено розпустити Генеральний Кортес і призначити загальні вибори, поки очікується висування недовіри. Якщо подання буде успішним, чинний прем'єр-міністр повинен подати у відставку. Відповідно до Конституції, кандидат на заміну, зазначений у поданні, автоматично вважається довірою Конгресу депутатів і одразу призначається на посаду прем'єр-міністра. У разі невдалого підписання клопотання немає можливості подати іншого протягом тієї самої сесії.

### Швеція
Жодних заяв про недовіру не може бути подано ні проти прем'єр-міністра (від імені всього уряду), ні проти окремого міністра нижчого рівня. Щонайменше 35 членів парламенту (народні депутати) мають підтримати пропозицію ініціювати таке голосування. Більшість депутатів (175 членів) повинні проголосувати за декларацію про недовіру, щоб вона була успішною. Якщо окремий міністр втрачає вотум довіри, то повинен подати у відставку. Якщо прем'єр-міністр втрачає вотум недовіри, увесь його уряд повинен подати у відставку. Спікер парламенту може дозволити звільненому прем'єр-міністру очолювати перехідний чи тимчасовий уряд, поки парламент не обере нового прем'єр-міністра.
Відповідно до принципу негативного парламентаризму, кандидат у прем'єр-міністри, висунутий спікером, не потребує довіри більшості депутатів для обрання. Але для того, щоб кандидат у прем'єр-міністри мав успіх у парламентському голосуванні, він повинен мати принаймні 175 голосів "за" та / або "утримався". Якщо спікер чотири рази не може обрати свого кандидата, вибори повинні бути проведені протягом трьох місяців після остаточного голосування.

### Сполучене Королівство
До 2011 року у британському парламенті заява про недовіру, як правило, вперше з'явилася як подання на початку дня, хоча голосування за Промову з престолу також являло собою довіру. Однак згідно із Законом про строкові терміни парламентів 2011 року лише подання, що прямо вирішує "Відсутність у парламенту довіри до уряду Його Величності", трактується як подання недовіри.

## Напівпрезидентські системи
У напівпрезидентських системах законодавчий орган може час від часу приймати подання про недовіру, що усуває лише кабінет міністрів і прем'єр-міністра. Законодавча влада може також мати повноваження оголосити імпічмент виконавчому чи судовому службовцю, при цьому інша установа або законодавчий орган відсторонює особу від її посади.

### Росія
У Російській Федерації нижня палата Федеральних Зборів (Державна Дума) може подати вотум недовіри уряду Росії більшістю голосів (тобто мінімум 226 голосів із 450). У цьому випадку справа переходить до розгляду Президента, який може вибрати звільнення кабінету міністрів (Президент має повноваження зробити це в будь-який момент на власний розсуд) або просто проігнорувати рішення Думи. Якщо протягом трьох місяців Дума винесе повторний вотум недовіри проти того ж складу кабінету, президент буде змушений прийняти конкретне рішення — звільнити уряд або розпустити саму Думу і призначити нові загальні вибори. Державна Дума не може бути розпущена, якщо:
- вона була обрана менш ніж рік тому;
- вона вже порушила процедуру імпічменту проти самого Президента, висунувши відповідні звинувачення;
- до виборів Президента залишилось менше шести місяців;
- на всій території Російської Федерації діє надзвичайний або воєнний стан.

У вищезазначених випадках Президент був би фактично змушений звільнити Уряд.

### Франція
У Франції нижня палата французького парламенту (Національна асамблея Франції) може більшістю голосів винести вотум недовіри уряду Франції. У цьому випадку уряд буде відсторонений від влади, і президент Франції повинен призначити нового прем'єр-міністра Франції, який сформує новий уряд.

### Шрі-Ланка
На Шрі-Ланці парламент може винести вотум недовіри уряду Шрі-Ланки. У цьому випадку уряд відсторонюється від влади, і президент Шрі-Ланки повинен призначити нового прем'єр-міністра, який повинен буде сформувати новий уряд.

## У фантастиці
У вигаданому всесвіті «Зоряних війн», під час підготовки ситхів до знищення ордену джедаїв, Сенатор Палпатін маніпулюючи правителькою Набу, королевою Падме Амідалою, закликав її висунути вотум недовіри Верховному канцлеру Фінісу Валоруму. Палпатін був номінований наступником Валорума, і в підсумку переміг у виборах на посаду Верховного канцлера.

## Історія
Першим фактичним поданням недовіри вважається відставка сера Роберта Волпола після поразки на голосуванні в Палаті громад у 1742 році.
Перше подання про недовіру цілому уряду відбулося в березні 1782 р., коли, після звістки про поразку Великої Британії в Йорктауні в Американській війні за незалежність у жовтні попереднього року парламент Великої Британії проголосував, що "вони більше не можуть довіряти чинним міністрам".
На початку XIX століття спроби прем'єр-міністрів, таких як Роберт Піль, керувати за відсутності парламентської більшості виявилися невдалими, а до середини XIX століття у Великій Британії була чітко встановлена сила вотуму недовіри до уряду. У Великій Британії 11 прем'єр-міністрів зазнали поразки через недовіру.
У наш час прийняття вотуму недовіри є відносно рідкісною подією у двопартійних демократіях. Практично у всіх випадках партійної дисципліни достатньо, щоб партія більшості змогла перемогти на голосуванні щодо недовіри. Зіткнувшись із можливими проблемами, уряд, швидше за все, змінить свою політику, а не втратить вотум недовіри. Справами, в яких прийнято вотум недовіри, є випадки, коли незначна більшість урядової партії була ліквідована або додатковими виборами, або відставками. Наприклад, вотум недовіри міністерству Калагана у Великій Британії 1979 р. одним голосом, що призвело до загальних виборів, на яких перемогла Консервативна партія Маргарет Тетчер.
Вотум про недовіру набагато частіше зустрічається в багатопартійних системах, в яких партія меншості повинна формувати коаліційний уряд. Це може означати, що було багато короткочасних урядів, оскільки партійна структура зазвичай дозволяє невеликим партіям перемогти урядову більшість без створення власного уряду. Це часто розглядалося як причина нестабільності у Четвертій французькій республіці та німецькій Веймарській республіці. Потім приклади також були в Італії в 1950-1990-х роках, Ізраїлі та Японії.
У 2008 році прем'єр-міністр Канади Стівен Харпер звернувся з проханням до генерал-губернатора Міхаеля Жана відсрочити обрання парламенту. Прохання було задоволено, і це дозволило прем'єр-міністру відкласти потенційне голосування щодо подання опозиції клопотання про недовіру. У 2011 році, уряд Харпер зазнав поразки через недовіру.
У 2013 році, під час заворушень проти Євросоюзу на Євромайдані, опозиція в Україні закликала подати клопотання про недовіру Кабінету Міністрів та проросійському прем'єр-міністру євроскептику Миколі Азарову. Для отримання більшості у Верховній Раді потрібно було принаймні 226 голосів. Однак опозиційній стороні не вистачило 40 голосів, і уряд Азарова взяв верх.
1 червня 2018 року в Іспанії уряд Маріано Рахоя був скинутий через оголошення недовіри після винесення вироку за корупційний скандал «Гюртель». Тоді Педро Санчес, представник Іспанської соціалістичної робітничої партії, прийняв присягу як новий прем'єр-міністр. Це перший раз в історії Іспанії, коли вотум недовіри призвів до зміни уряду.
25 вересня 2018 року прем'єр-міністр Стефан Левен був скинутий з посади після втрати вотуму недовіри шведському парламенту. Це відбулося після виборів 9 вересня, на яких лівоцентристський блок на чолі з Соціал-демократичною партією Левена отримав лише 144 місця в парламенті, тобто бракувало 31 місця для отримання абсолютної більшості. Шведські демократи, які щойно виграли 62 місця, також проголосували разом з основним опозиційним блоком, щоб висловити недовіру уряду.